# Ozicrypta noonamah
Ozicrypta noonamah là một loài nhện trong họ Barychelidae. Loài này phân bố ờ het Noordelijk Territorium.